# Elias Obrecht
Elias Obrecht, född 13 april 1653 i Strassburg, död 16 januari 1698 i Stockholm, var skytteansk professor och generalbibliotekarie.
Elias Obrecht föddes i Strassburg som son till kammarrättsadvokaten Georg Obrecht och Maria Magdalena Marbach. Vid universitetet där stiftade han bekantskap med den svenske diplomaten Edvard Ehrenstéen, och 1673 fick han tjänst som informator hos dennes söner, och flyttade då till Sverige. I Sverige fick han god kontakt med Göran Göransson Gyllenstierna som var dotterson till Johan Skytte och hade ärvt patronatsrätten till den skytteanska professuren i Uppsala. 
År 1682 utsågs han till Johannes Schefferus efterträdare på den skytteanska professuren. På den posten gjorde han sig mest bemärkt som boksamlare och hade en betydande samling, och gav ut mer än trettio disputationer. Han blev liksom företrädaren bibliotekarie vid universitetet. 1694 utnämndes Obrecht till generalbibliotekarie, vilket innebar att han hade överinseende över samtliga av landets bibliotek. Han hade då planerat göra en katalog över landets största boksamlingar, men detta hann inte bli klart.
Han var inspektor för Västgöta nation vid Uppsala universitet under åren 1692-1698 och vid Helsinge nation 1694-1698.
När han fick tjänst vid Kanslikollegium 1698, lämnade han professuren och Uppsala, men dog hastigt därefter. Karl XI hade givit honom i uppdrag att skriva hans biografi. Det uppdraget hann emellertid inte bli påbörjat.
Han gifte sig 1695 med Margareta Åkerhielm, som efter hans död gifte om sig med Olof Hermelin. Obrechts barn adlades med sin styvfar 1702 på namnet Hermelin.